# Листьєв Владислав Миколайович
Владисла́в Микола́йович Ли́стьєв (рос. Владислав Николаевич Листьев; 10 травня 1956 — 1 березня 1995) — радянський та російський журналіст, телеведучий.

## Творчість
З 1987 по 1990 роки вів програму «Взгляд» (укр. Погляд) на Центральному телебаченні. З 1990 року — художній керівник, який вів програми «Поле чудес», «Тема», «Час пік».

## Керівництво
У 1991 році став генеральним продюсером телекомпанії BID, а в 1993 році — її президентом. В 1995 році перейшов з телекомпанії BID на ОРТ (нині — Перший канал), ставши його генеральним директором.

## Вбивство
Був убитий у під'їзді власного будинку 1 березня 1995 року.

## Вшанування пам'яті
На честь журналіста названо астероїд головного поясу 4004 Лістьєв — відкритий 16 вересня 1971 року українським астрономом Т. М. Смирновою у Кримській обсерваторії.